# Polystachya setifera
Polystachya setifera är en orkidéart som beskrevs av John Lindley. Polystachya setifera ingår i släktet Polystachya och familjen orkidéer.
Artens utbredningsområde är Principe. Inga underarter finns listade i Catalogue of Life.